# Cubocephalus nigriventris
Cubocephalus nigriventris är en stekelart som först beskrevs av Thomson 1874.  Cubocephalus nigriventris ingår i släktet Cubocephalus och familjen brokparasitsteklar. Arten är reproducerande i Sverige. Inga underarter finns listade i Catalogue of Life.